# Thuận An, Thốt Nốt
Thuận An là một phường thuộc quận Thốt Nốt, thành phố Cần Thơ, Việt Nam.
Phường Thuận An có diện tích 7,77 km², dân số năm 2019 là 15.134 người, mật độ dân số đạt 1.823 người/km².